# Mladá Boleslav (huyện)
Huyện Mladá Boleslav (tiếng Séc: Okres Mladá Boleslav) là một huyện (okres) nằm trong vùng Trung Bohemia của Cộng hòa Séc. Huyện Mladá Boleslav có diện tích 1058 km², dân số năm 2002 là 114042 người. Thủ phủ huyện đóng ở Mladá Boleslav. Huyện này có 123 khu tự quản.

## Các khu tự quản
Huyện Mladá Boleslav có 123 khu tự quản sau:
Bakov nad Jizerou -
Bělá pod Bezdězem -
Benátky nad Jizerou -
Bezno -
Bílá Hlína -
Bítouchov -
Boreč -
Boseň -
Bradlec -
Branžež -
Brodce -
Březina -
Březno -
Březovice -
Bukovno -
Ctiměřice -
Čachovice -
Čistá -
Dalovice -
Dlouhá Lhota -
Dobrovice -
Dobšín -
Dolní Bousov -
Dolní Krupá -
Dolní Slivno -
Dolní Stakory -
Domousnice -
Doubravička -
Horky nad Jizerou -
Horní Bukovina -
Horní Slivno -
Hrdlořezy -
Hrušov -
Husí Lhota -
Charvatce -
Chocnějovice -
Chotětov -
Chudíř -
Jabkenice -
Jivina -
Jizerní Vtelno -
Josefův Důl -
Katusice -
Klášter Hradiště nad Jizerou -
Kluky -
Kněžmost -
Kobylnice -
Kochánky -
Kolomuty -
Koryta -
Kosmonosy -
Kosořice -
Košátky -
Kováň -
Kovanec -
Krásná Ves -
Krnsko -
Kropáčova Vrutice -
Ledce -
Lhotky -
Lipník -
Loukov -
Loukovec -
Luštěnice -
Mečeříž -
Mladá Boleslav -
Mnichovo Hradiště -
Mohelnice nad Jizerou -
Mukařov -
Němčice -
Nemyslovice -
Nepřevázka -
Neveklovice -
Niměřice -
Nová Telib -
Nová Ves u Bakova -
Obrubce -
Obruby -
Pěčice -
Pětikozly -
Petkovy -
Písková Lhota -
Plazy -
Plužná -
Prodašice -
Předměřice nad Jizerou -
Přepeře -
Ptýrov -
Rabakov -
Rohatsko -
Rokytá -
Rokytovec -
Řepov -
Řitonice -
Sedlec -
Semčice -
Sezemice -
Skalsko -
Skorkov -
Smilovice -
Sojovice -
Sovínky -
Strašnov -
Strážiště -
Strenice -
Sudoměř -
Sukorady -
Tuřice -
Ujkovice -
Velké Všelisy -
Veselice -
Vinařice -
Vinec -
Vlkava -
Vrátno -
Všejany -
Zdětín -
Žďár -
Žerčice -
Židněves